# Červený Dvůr (Benešov)
Červený Dvůr je část okresního města Benešov. Nachází se na východě Benešova. Červený Dvůr leží v katastrálním území Benešov u Prahy o výměře 40,24 km².

## Historie
První písemná zmínka o vesnici pochází z roku 1740.
V letech 1890–1950 byla vesnice součástí obce Dlouhé Pole a od roku 1961 se vesnice stala součástí města Benešov.

## Obyvatelstvo
| Rok            | 1869 | 1880 | 1890 | 1900 | 1910 | 1921 | 1930 | 1950 | 1961 | 1970 | 1980 | 1991 | 2001 | 2011 | 2021 |
| -------------- | ---- | ---- | ---- | ---- | ---- | ---- | ---- | ---- | ---- | ---- | ---- | ---- | ---- | ---- | ---- |
| Počet obyvatel | 38   | 40   | 40   | 38   | 28   | 40   | 38   | 25   | 42   | 27   | 27   | 19   | 21   | 12   | 14   |
| Počet domů     | 2    | 3    | 3    | 3    | 2    | 2    | 3    | 3    | 3    | 6    | 5    | 5    | 5    | 6    | 6    |